# Fred Basset
Fred Basset és el protagonista d'una tira còmica homònima creada pel dibuixant escocès Alex Graham i publicada per primera vegada al Daily Mail el 8 de juliol de 1963. Els seus amos són un matrimoni de classe mitjana, ella és mestressa de casa. El gos reflexiona sobre la vida i es decanta per la comoditat, fugint de situacions de perill amb altres gossos. Barreja conductes animals, com la recerca d'ossos o els concursos canins, amb pensament humanitzats, que el lector veu en els globus. El gos no parla, a diferència d'altres animals de còmic. La tira es publica a diversos diaris de tot el món des de 1963.
Les tires de dibuixos animats de Fred s'anomenen; Wurzel a Alemanya, Lillo il Cane Saggio (Lillo el gos savi) a Itàlia, Lorang a Noruega, Laban a Suècia i Retu, Pitko o Koiraskoira a Finlàndia.